# Turismo na Suécia

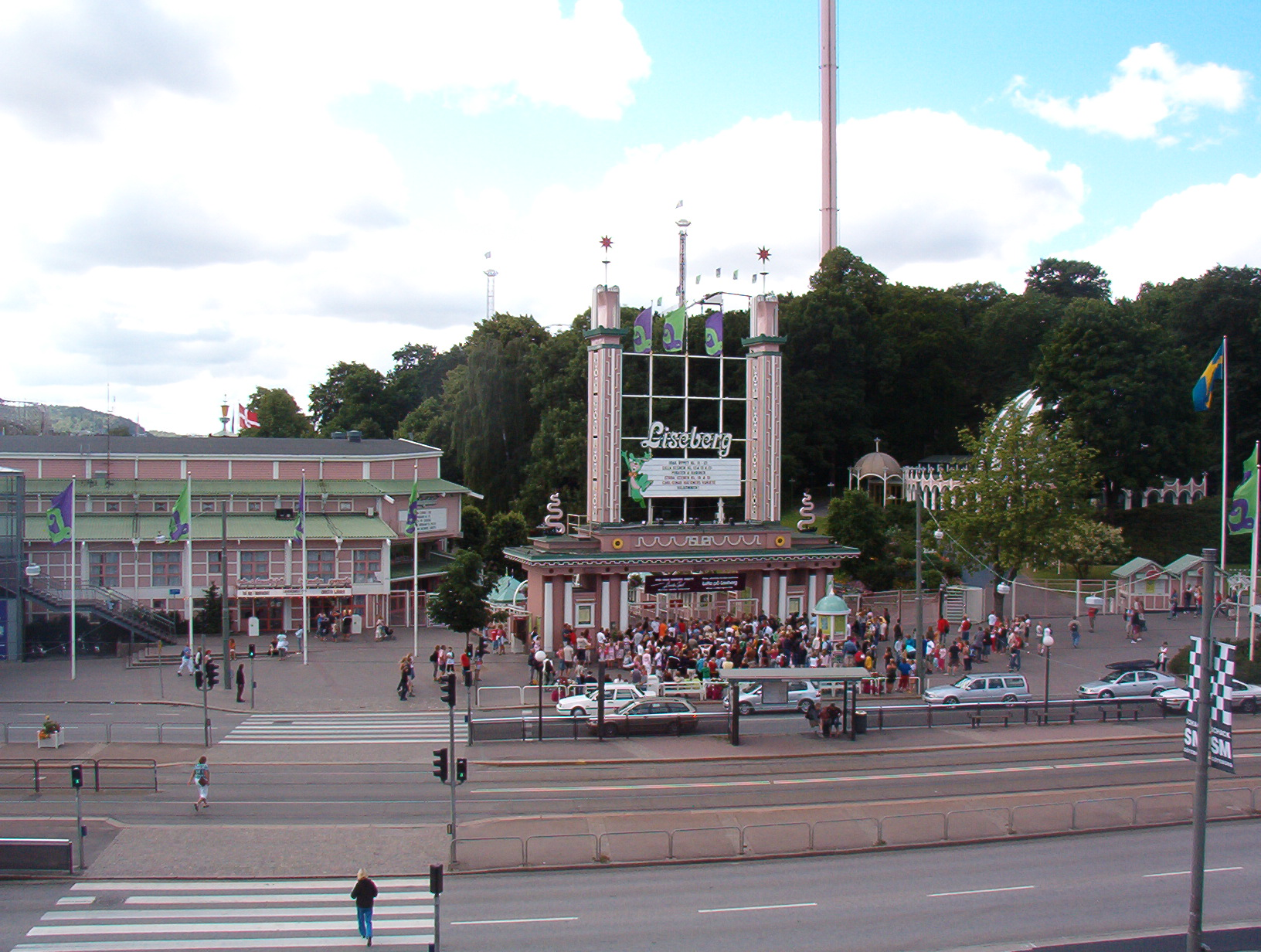
O parque de diversões de Liseberg, em Gotemburgo

O turismo na Suécia contribuiu com 2,6% do Produto Interno Bruto (PIB) nacional em 2018, e atrai milhões de turistas, que geram mais de 5,1 milhões de pernoitas anualmente.

Os maiores contingentes de turistas provêm da Noruega, Alemanha e Dinamarca, seguidos dos Estados Unidos, Grã-Bretanha, Holanda e Finlândia.
A região mais visitada foi Estocolmo, seguida da Västra Götaland, bastante procurada pelo noruegueses,  e também da Dalecárlia, bastante apreciada pelos dinamarqueses.

## Principais destinos turísticos
Segundo a Tillväxtverket, são estes os principais destinos turísticos da Suécia (2009): 
| Posição | Destino                                     | Comuna         | Visitantes 2009 |
| ------- | ------------------------------------------- | -------------- | --------------- |
| 1       | Liseberg                                    | Gotemburgo     | 3 100 000       |
| 2       | Folkets Park                                | Malmö          | 2 650 000       |
| 3       | Casa da Cultura                             | Estocolmo      | 2 323 835       |
| 4       | Sälens skidanläggningar                     | Malung-Sälen   | 2 074 000*      |
| 5       | Fyrishov                                    | Uppsala        | 1 778 000       |
| 6       | Skansen                                     | Estocolmo      | 1 405 128       |
| 7       | Globen                                      | Estocolmo      | 1 300 000       |
| 8       | Eriksdalsbadet                              | Estocolmo      | 1 267 036       |
| 9       | Gröna Lund                                  | Estocolmo      | 1 248 135       |
| 10      | Museu de Vasa                               | Estocolmo      | 1 154 615       |
| 11      | Centro de Exposições e Congressos da Suécia | Gotemburgo     | 1 145 349       |
| 12      | Stockholmsmässan                            | Estocolmo      | 1 142 524       |
| 13      | Åre/Duved                                   | Åre            | 1 088 0001*     |
| 14      | Rosvalla                                    | Nyköping       | 934 000         |
| 15      | Catedral de Lund                            | Lund           | 780 000         |
| 16      | Parque Nacional de Söderåsen                | Svalöv/Klippan | 750 000         |
| 17      | Pedras de Ale                               | Ystad          | 750 000         |
| 18      | Gustavsvik bad                              | Örebro         | 700 000         |
| 19      | Scandinavium                                | Gotemburgo     | 679 489         |
| 20      | Jardim Zoológico de Kolmården               | Norrköping     | 621 352         |

## Galeria de imagens

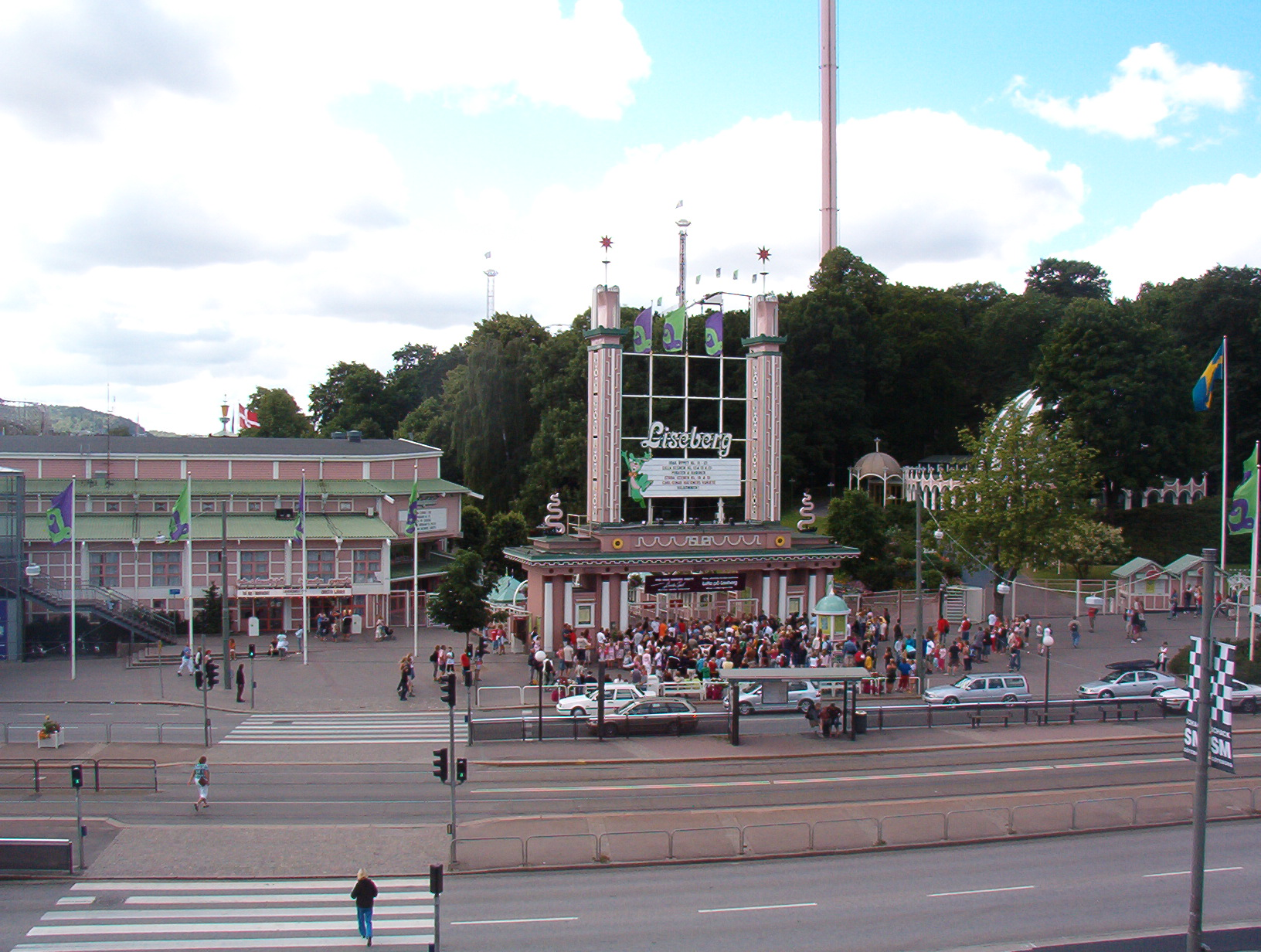
Liseberg Gotemburgo.
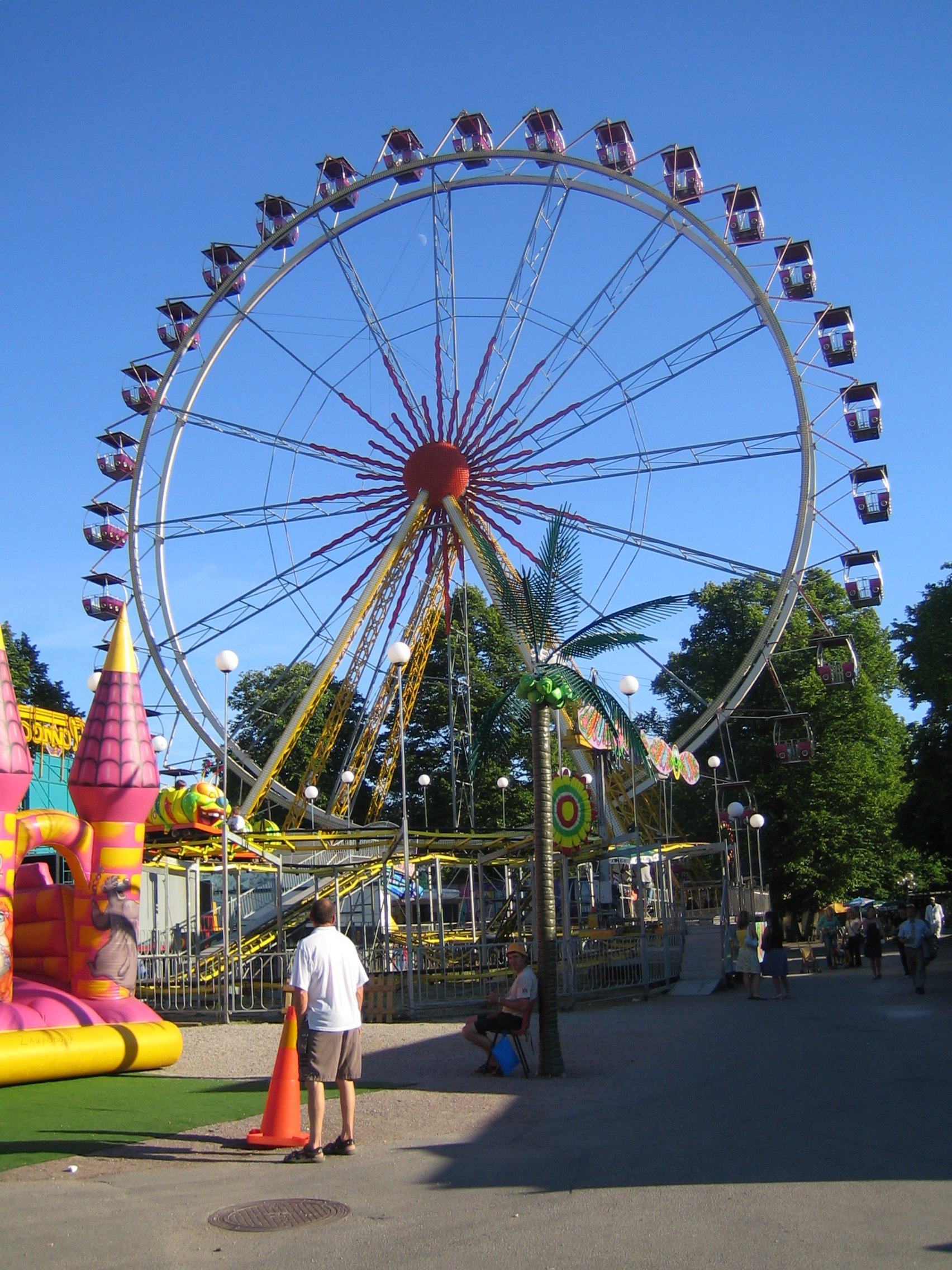
Folkets Park Malmo
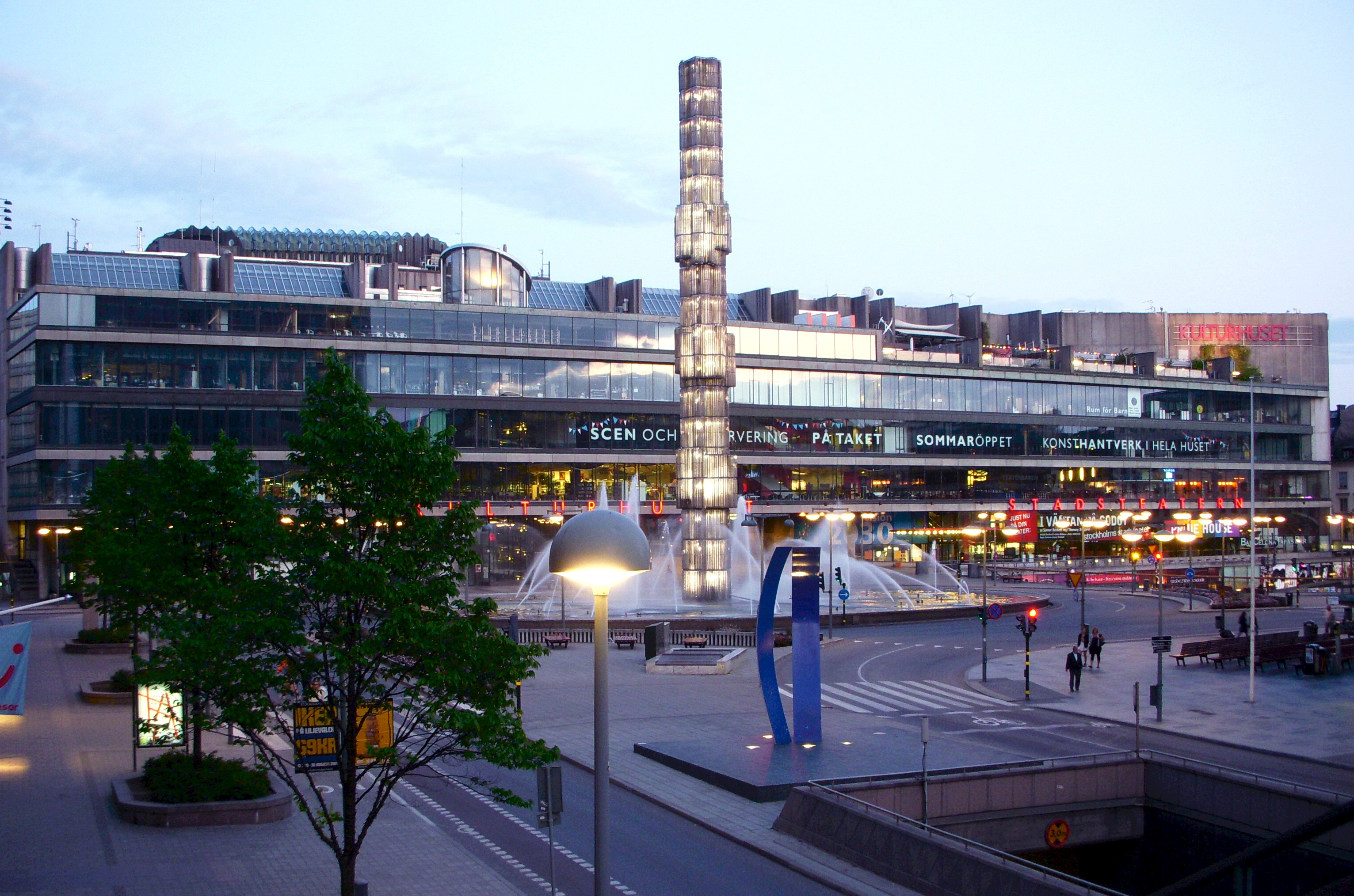
Casa da Cultura Estocolmo
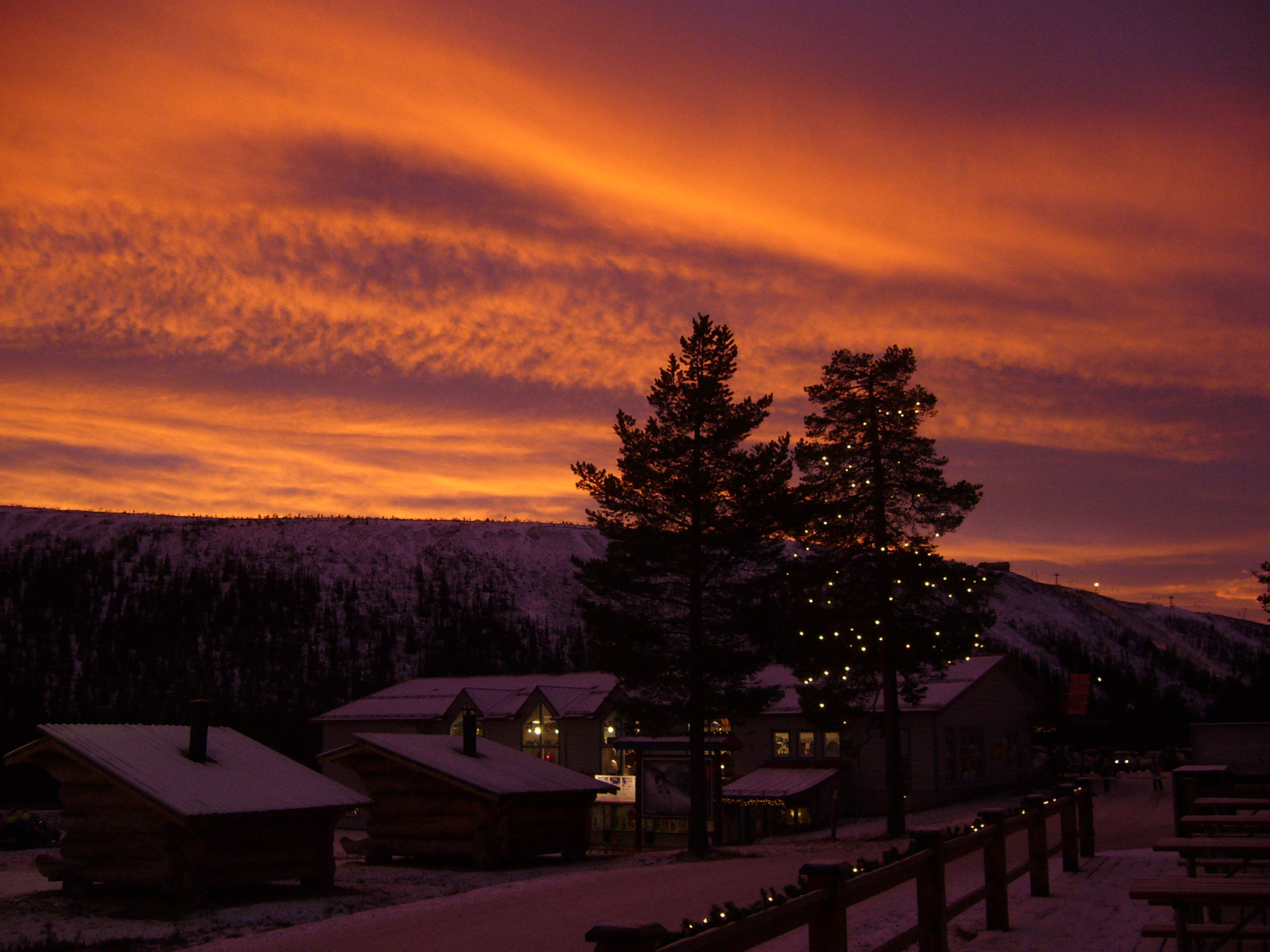
Pôr-do-sol em Salem
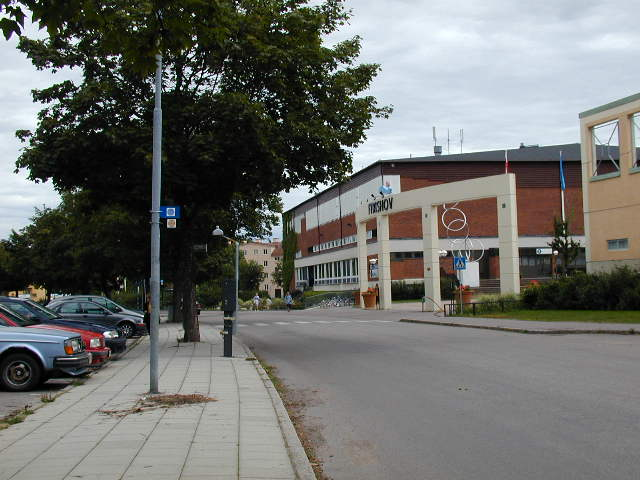
Arena desportiva Fyrishov Uppsala
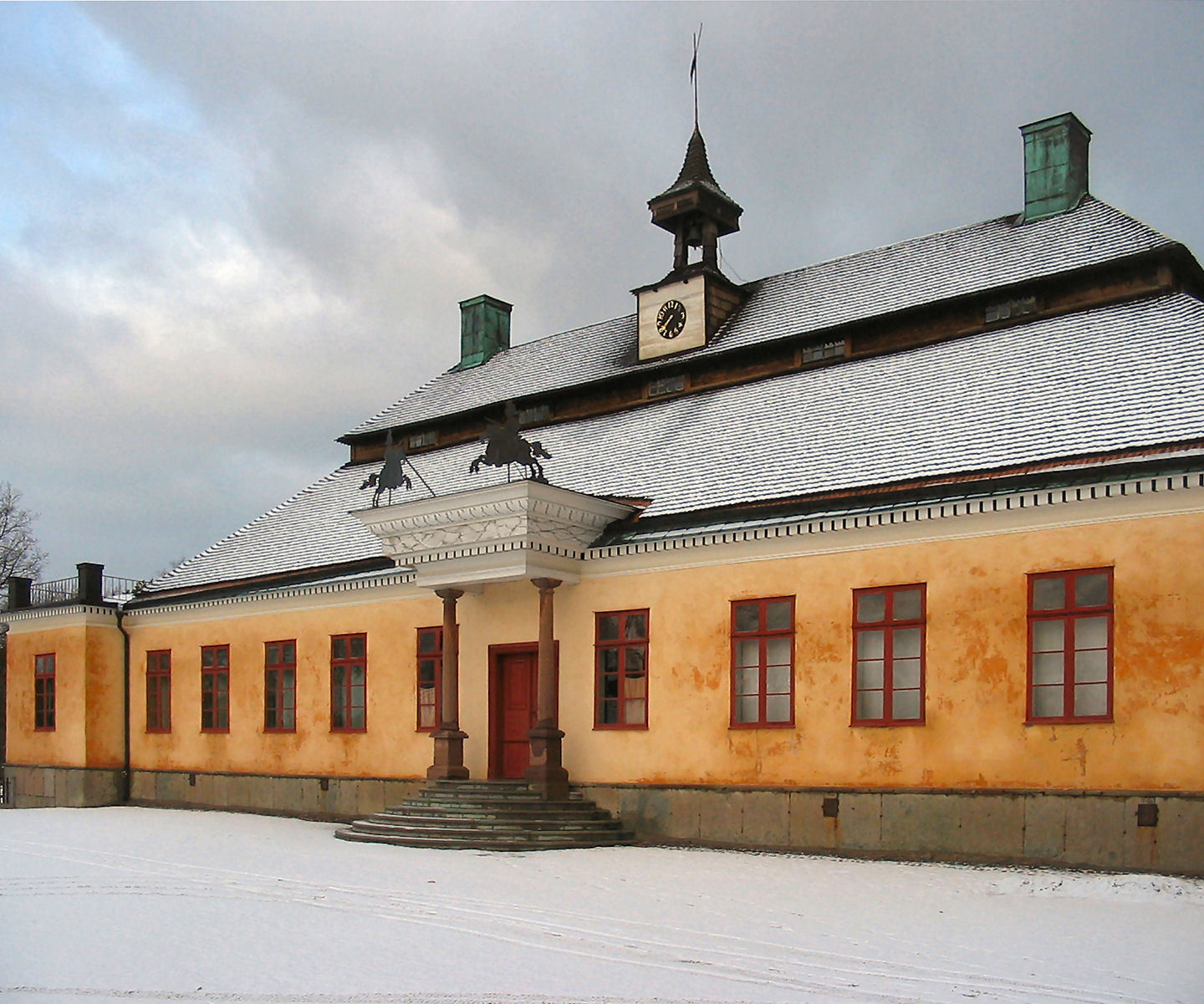
Museu aberto de Skansen Estocolmo
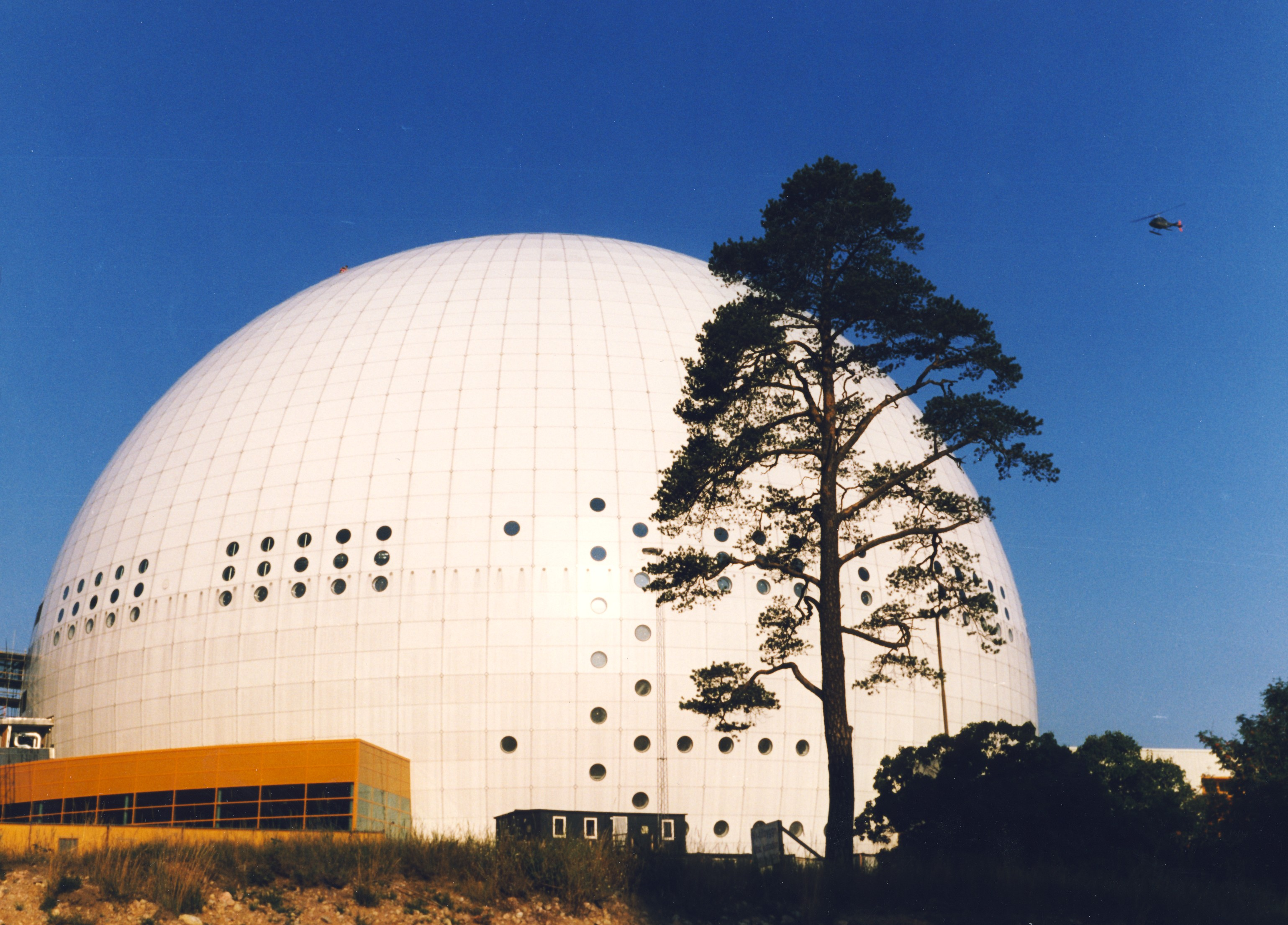
Arena de Globen Estocolmo
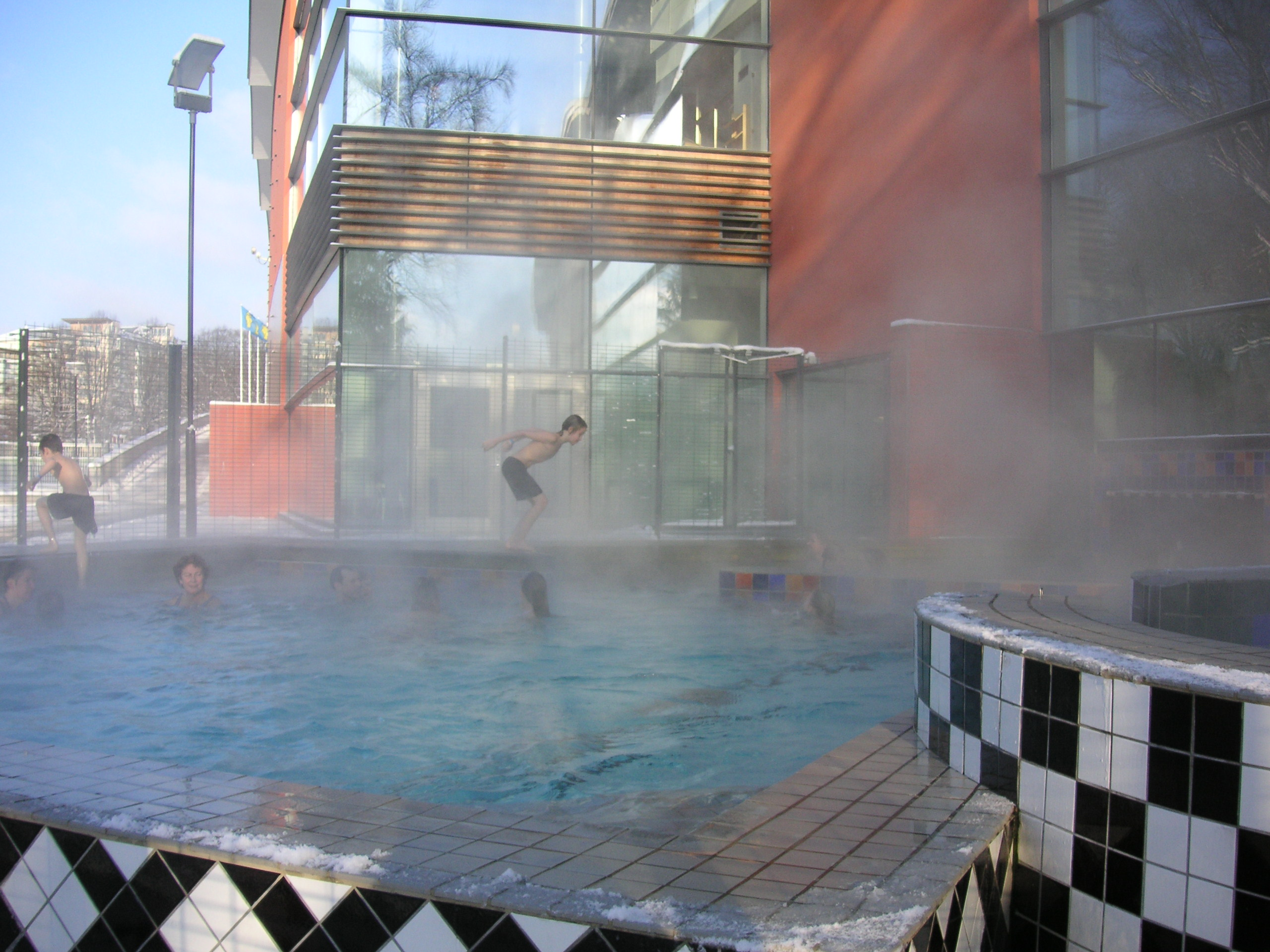
Piscina aberta de Eriksdal Estocolmo